# Primeiros agricultores europeus
Em arqueogenética, o termo primeiros ou antigos agricultores europeus (Early European Farmers ou EEF em sua sigla em inglês) é o nome dado a um componente ancestral distinto que representa a descendência dos primeiros agricultores neolíticos da Europa.

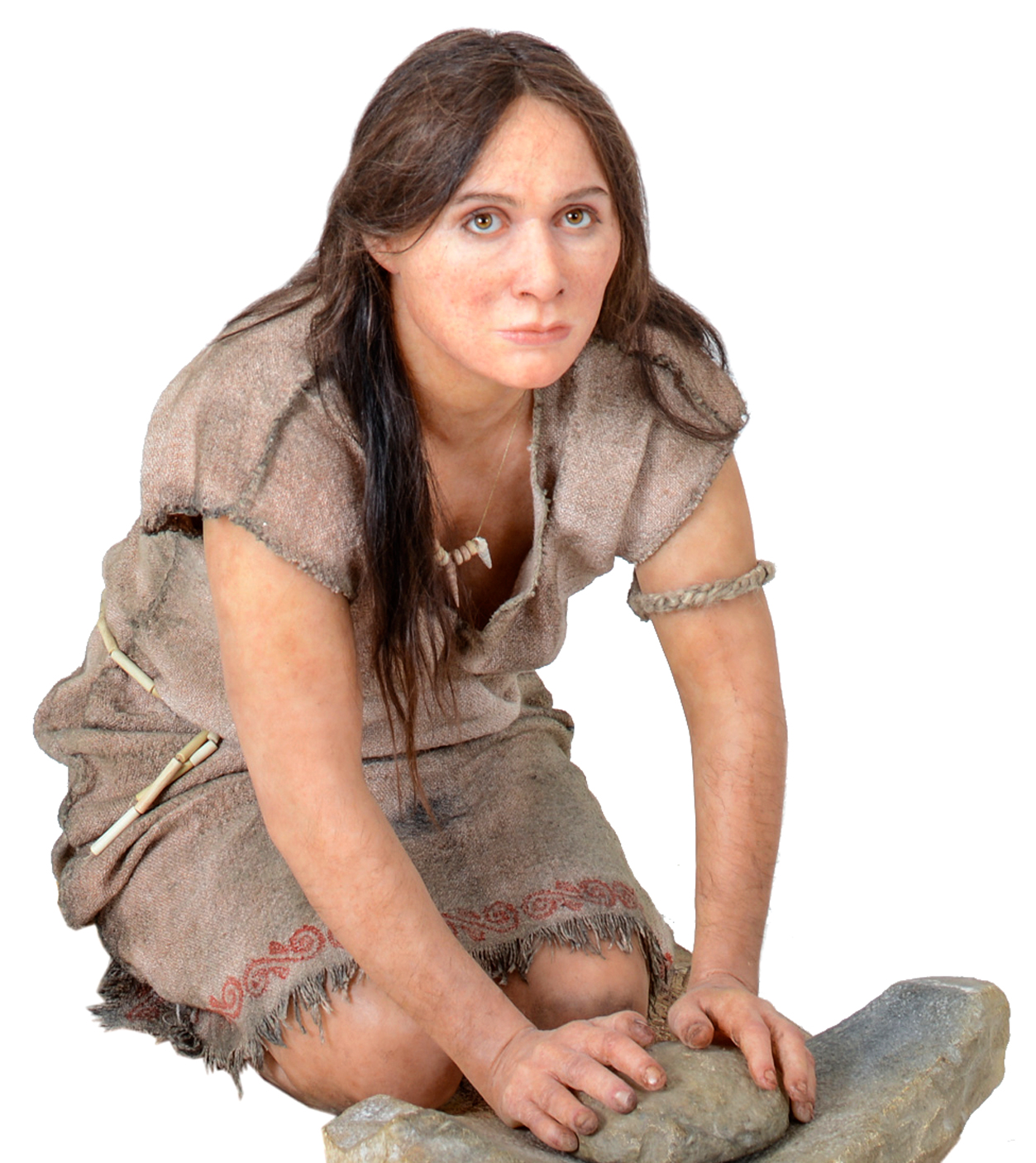
Reconstrução de uma agricultora do Neolítico da Europa, no Museu das Ciências, de Trento.

Os primeiros agricultores europeus eram descendentes de migrações provenientes da Anatólia, área que corresponde à atual Turquia. Derivavam a maior parte (80–90%) de sua ancestralidade dos caçadores-coletores da Anatólia, com ancestralidade menor relacionada ao Levante e ao Cáucaso.

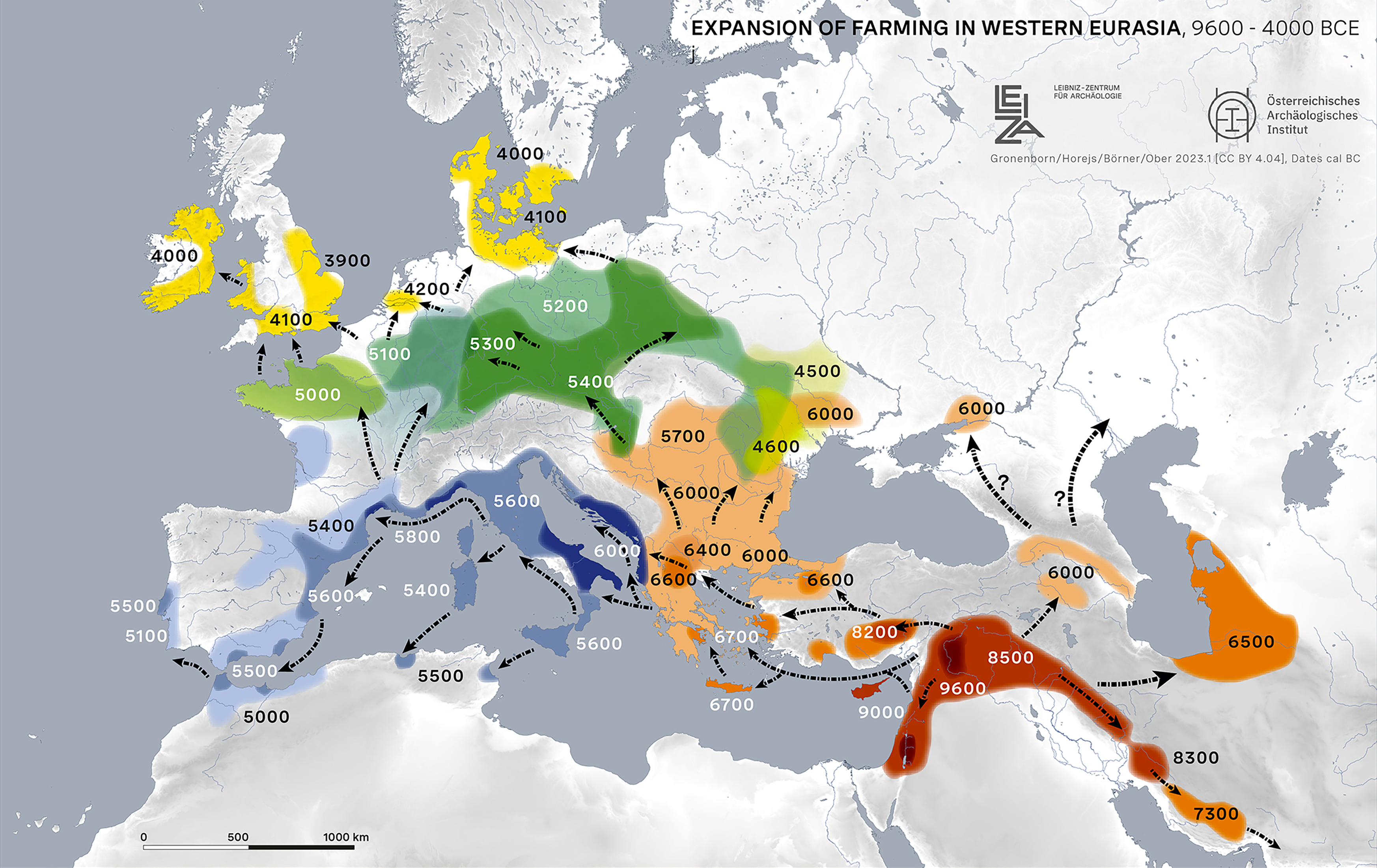
Mapa da dispersão da agricultura pela Europa a partir do Oriente Próximo. Os números indicam anos antes de Cristo.

O modo de produzir alimentos que permitiu aos seres humanos abandonar o nomadismo e criar o estilo de vida hoje dominante surgiu no Oriente Médio, há cerca de 11 mil anos, e só na chamada transição neolítica, entre 8 mil e 4 mil anos atrás, se instalou na Europa. Um grupo liderado por Wolfgang Haak, da Universidade de Adelaide, na Austrália, analisou o DNA de 21 pessoas do sítio arqueológico Derenburg Meerenstieg II, na Alemanha, com idade estimada entre 5.500 e 4.900 anos, e verificou que há grande semelhança entre elas e os habitantes atuais da Anatólia, na parte asiática da Turquia. Para os pesquisadores, que publicaram os resultados na PLoS Biology, os dados indicam claramente que os primeiros agricultores europeus teriam sido migrantes que chegaram de longe, trazendo na bagagem técnicas de cultivar os alimentos.
As regiões de solos pouco férteis e os extensos campos, característicos do continente, permitiram a criação de animais para o consumo da carne. Os porcos eram pouco consumidos, predominava a criação de bovinos. Nesses solos, produziam basicamente o trigo (das variedades emmer e einkorn), ervilhas e papoula.

## Artefatos de pedra
O estabelecimento em um ponto fixo, característico do desenvolvimento da agricultura, permitiu às comunidades neolíticas estabelecidas no continente europeu a descoberta e o uso de rochas (inicialmente líticas, como o sílex ou a obsidiana) para a produção de ferramentas. Estabeleceram-se sobre jazidas. Desenvolveram trocas (comércio) e organizavam-se segundo etapas de produção (extração da matéria-prima e fabricação de artefatos).

## Aparência física

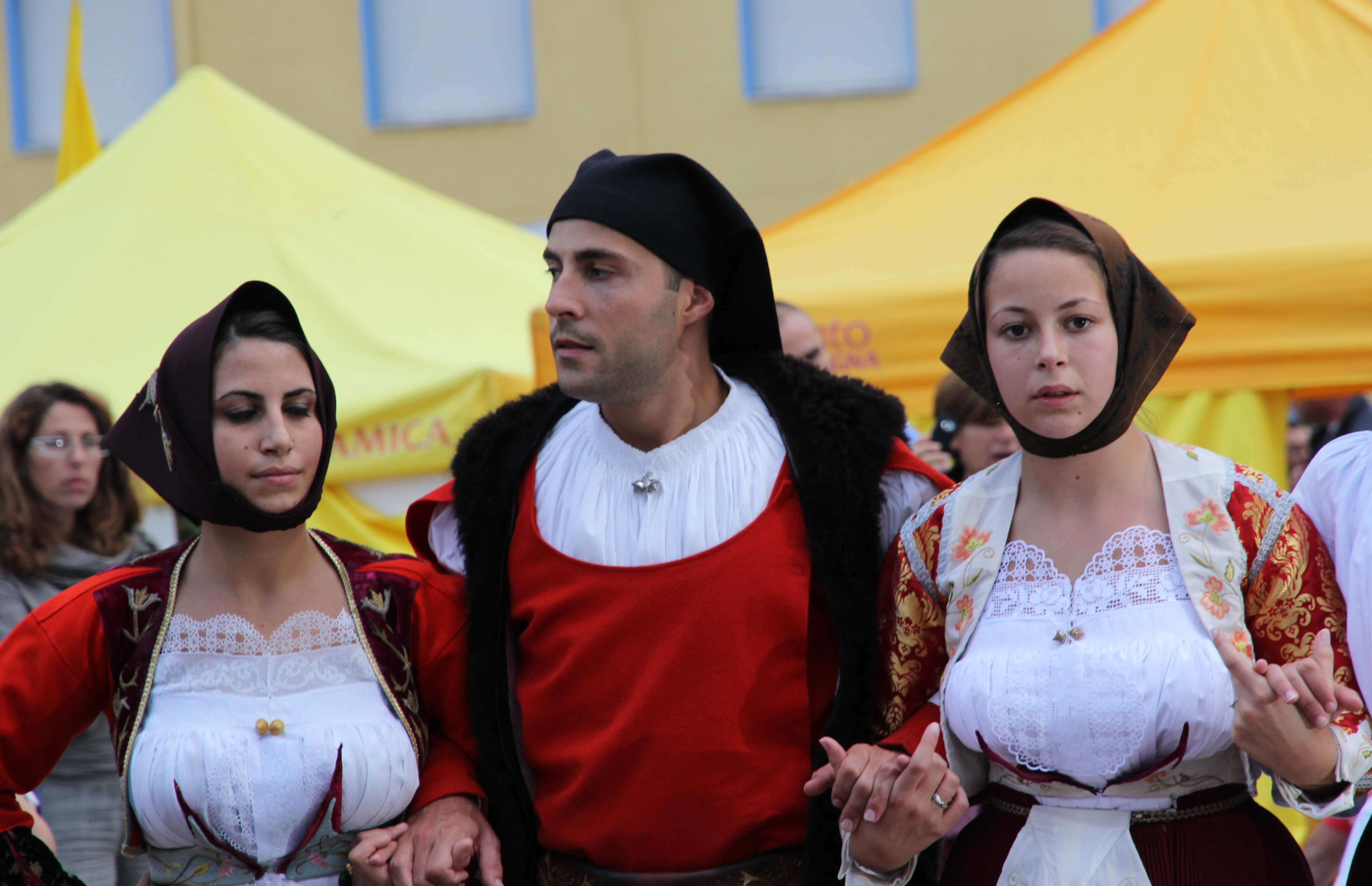
Sardos em trajes típicos. Os italianos da Sardenha são a população moderna com maior similaridade genética com os primeiros agricultores europeus.

Acredita-se que os primeiros agricultores europeus tinham, em sua maioria, cabelos e olhos escuros e pele clara, embora um estudo genético de Ötzi, o Homem do Gelo, uma múmia calcolítica de ascendência agricultora anatólica, tenha descoberto que ele tinha um tom de pele mais escuro do que os europeus do sul contemporâneos. Um estudo de diferentes restos mortais de primeiros agricultores europeus espalhados pela Europa concluiu que a maioria deles tinha um tom de pele "de intermediário a claro".
Os caçadores-coletores europeus eram muito mais altos do que os primeiros agricultores europeus, e a substituição dos caçadores-coletores europeus pelos agricultores resultou numa redução drástica na altura genética em toda a Europa. Durante as últimas fases do Neolítico, a altura aumentou entre os agricultores europeus, provavelmente devido à crescente mistura com os caçadores-coletores. Durante o Neolítico Tardio e a Idade do Bronze, novas reduções da ancestralidade dos primeiros agricultores europeus na Europa, devido às migrações de povos com ancestralidade relacionada às estepes, estão associadas a novos aumentos na estatura dos europeus.
Altas frequências de ancestralidade advinda dos primeiros agricultores europeus no sul da Europa podem explicar, em parte, a baixa estatura dos europeus do sul em comparação com europeus do norte, que carregam níveis maiores de ancestralidade relacionada aos povos das estepes.

## Descendentes modernos
Todos os europeus modernos são parcialmente descendentes dos agricultores neolíticos da Anatólia, sendo que essa ancestralidade é mais forte no Sul da Europa em comparação com o Norte. Os italianos da Sardenha são a população moderna com maior similaridade genética com os antigos povos agricultores neolíticos da Europa, com cerca de 85% da ancestralidade sarda sendo oriunda deles. O isolamento geográfico da Sardenha contribuiu para que a ilha não fosse muito afetada pelas migrações pós-neolíticas. Por sua vez, os estonianos são os europeus com menor ancestralidade oriunda dos agricultores neolíticos, com cerca de 10% da sua genética sendo proveniente deles. A ancestralidade que predomina na Estônia advém de migrações pós-neolíticas, particularmente de povos proto-indo-europeus vindos da Estepe pôntica (Cultura Yamna ou Yamnaya).